# Natatolana imicola
Natatolana imicola is een pissebed uit de familie Cirolanidae. De wetenschappelijke naam van de soort is voor het eerst geldig gepubliceerd in 1903 door Dollfus.